# アメリカ合衆国の軍事
アメリカ合衆国の軍事（アメリカがっしゅうこくのぐんじ）では、アメリカ合衆国の軍事情勢を述べる。

## 概要
アメリカ合衆国は北アメリカ大陸を領有し、東西を大洋に挟まれた地理にあり、南方はメキシコ・北方はカナダと隣接している。アメリカ合衆国大統領を最高指揮官としてアメリカ軍が編制されており、核兵器を保有している。建国以来強大な常備軍を持たない伝統的な軍事思想であり、また孤立的な地理的位置からモンロー主義を採用していた。しかし冷戦期に対ソ封じ込め政策を実施する為、北大西洋条約機構など世界各国と集団安全保障体制を構築し、軍事力が常備化して世界的に部隊を地域的統合作戦部隊に編制して配備している。その主要な国防政策としてはアメリカ本土の防衛、ヨーロッパ・北東アジア・東アジア沿岸部・中東・南西アジアの重要地域の前方抑止、小規模緊急事態への対処である。軍事力の目標として2地域で同時に作戦を遂行し、うち1地域においては敵を決定的に撃破するものとされている。さらに新たな脅威に対抗するために世界的な米軍再編をも進めている。2001年の同時多発テロ以降には対テロ戦争の国家方針を打ち出してアフガニスタン侵攻やイラク戦争を実施した。

## 一般情勢

### 地理的環境
アメリカ合衆国は963万平方キロメートルの広大な国土面積を持ち、北アメリカ大陸と海外領土から構成されている。大西洋と太平洋に面し、北方のカナダと南方のメキシコと国境を接している。したがってアメリカ合衆国は外敵からの脅威に対して離隔しており、直接的な隣国は深刻な軍事的脅威では無かった。また大局的に見れば、太平洋を挟んで中国・大西洋を挟んでヨーロッパと対峙しており、ユーラシア大陸の東西に海洋を介して接近することが出来る位置を占めており、長大なシーレーンを形成している。ただし航空兵器の発達によって北極海を挟んでロシアと対峙しうる地域でもある。
アメリカ国内の地形は西部の太平洋岸を南北に走るロッキー山脈・東部の大西洋岸を南北に走るアパラチア山脈により、西岸・中央・東岸の3つの地域に大別出来、広大な縦深を持っている。その気候は内陸部と沿岸部で大きく異なっており、西部は地中海性気候・東部は季節風の影響を受けやすい温帯気候・内陸部は乾燥地域となっている。この自然環境の違いから都市部の配置や産業構造も国土内部で均一では無い。
首都は東岸地域に位置するワシントンD.C.に置いており、国防総省（ペンタゴン）も置かれている。この東岸地域にはその他にもニューヨーク・フィラデルフィア・ボストンなどの大都市が集中している。太平洋岸にはロサンゼルス・サンフランシスコなどの都市が位置している。アメリカは資源に恵まれた地域であり、スペリオル湖岸の鉄鉱石・アパラチア炭田の石炭などが五大湖から大西洋岸に至る工業地帯に資源を供給している。また農牧業も盛んであり、酪農・小麦・とうもろこし・放牧などの大規模な農業地帯が成立している。この経済的基盤は軍事力の造成と維持を進める上で不可欠となっている。

### 歴史的背景
アメリカ合衆国はイギリスの植民地から独立して成立した国である。その軍事組織は1775年に勃発したアメリカ独立戦争を契機にジョージ・ワシントンの下で750名から組織された。1775年に海兵隊が、1798年に海軍が設立される。1789年に新アメリカ合衆国憲法は市民の武装権と州政府が管理する部隊を定めて、連邦政府には共同防衛を行うための徴兵の権限・宣戦布告の権限・陸海軍を整備する権限を与えられた。またトマス・ジェファーソンは常備軍の危険性を主張して陸海軍の削減を進める。しかし1812年のイギリスとの戦争で民兵や砲艦に依存した国防体制の問題が浮き彫りになった。1815年から一世紀にわたってスペイン・イギリス・カナダなどとの紛争を経て拡張主義を推進していった。この期間にウェストポイントの陸軍士官学校とアナポリスの海軍兵学校で職業軍人が育成されていた。南北戦争では両軍とも民兵に依存し、それまでのアメリカが直面してきた戦争を超える犠牲を出す結果となった。1865年以後は陸軍は2万5000名程度の騎兵部隊で平原のインディアンと戦い、1898年には海軍は近代化を進めて5隻の戦艦を主力とする艦隊を整備した。
20世紀の初期にアメリカの国防はエリフ・ルート陸軍長官の改革で近代化が進められ、当時ヨーロッパで確立されていた幕僚組織の制度が導入された。また海軍の戦略家であるアルフレッド・セイヤー・マハンは『海上権力史論』などの著作でアメリカの国家戦略にシーパワーの概念を位置付けた。1914年に第一次世界大戦が勃発してドイツ海軍の大西洋での通商破壊でアメリカの権益が損なわれたために国民世論は介入を支持した。1916年の国防法の制定により、正規軍と州軍は拡大され、州兵は連邦政府の管轄下に入って緊急事態では使用する権限が整備された。また1916年に連邦議会は海軍の軍拡計画を可決して海軍力の拡張に乗り出している。1930年代に日本の海軍力が太平洋でアメリカの権益にとって脅威となり、軍縮会議で解決を図っている。また1930年代においてアメリカはドイツやイタリアの優勢な海軍力と西アフリカに根拠地を持つ航空戦力の脅威に直面した。そこでフランクリン・ルーズベルト大統領はイギリスやソビエト諸国との連携を形成し、1940年には海外基地の使用に関する軍事協力を進め、選抜徴兵制の確立し、1941年の武器貸与法で同盟国に戦略援助を行った。第二次世界大戦ではアメリカ軍は地中海・ヨーロッパ・太平洋・東南アジアで軍事作戦を同時進行し、大規模な兵力の展開や新しい軍事技術や核兵器の開発などによって連合国の勝利にとって決定的な役割を果たした。
冷戦期においてはアメリカはヨーロッパ復興と同時にソビエト連邦の軍事的脅威に対処する必要にも迫られることになった。1947年に連邦議会は陸海空軍を国防総省の国防長官の下に再編し、平時選抜徴兵制を整備した。またカナダ・イギリスなどとの相互防衛を目的とする北大西洋条約機構を創設し、世界規模のアメリカを中心とする安全保障体制の形成を開始する。1957年にソビエト連邦が初めて大陸間弾道ミサイルを開発するとアメリカ本土の国防体制は見直しを余儀無くされ、1960年代にはアメリカは原子力潜水艦と要塞化したミサイル基地を基軸とした核戦力を整備し、確証破壊能力を確保することで核抑止と核戦争への対処を達成しようとした。しかしこの核戦略は結果としてキューバ危機をもたらし、米ソ両国は1967年に核不拡散強力に合意することとなる。しかし東南アジアでの共産圏の脅威に対処する為ベトナム戦争に介入している。この戦争でアメリカ軍はゲリラ戦により長期戦を余儀無くされ、国民の反戦的世論を受けてその政治目的を達すること無く撤退した。アメリカの兵役は徴兵制から志願制に復帰し、ベトナム撤退を決めたリチャード・ニクソン大統領はアメリカの世界の警察官としての役割を放棄することで、それまでの反共的な外交政策を転換した。
冷戦後にはアメリカの軍事力は共産圏の封じ込めでは無く、コソボ紛争などの地域紛争への対処などに局地的に使用される。またイラク軍のクウェート侵攻で勃発した湾岸戦争では、アメリカ軍は多国籍部隊の主力として勝利に大きく寄与することが出来た。この戦争でアメリカ軍は、世界各地で大規模な軍事作戦を遂行する高度な戦争能力を示したが、2001年にアメリカ同時多発テロが発生してからは、ジョージ・ウォーカー・ブッシュ大統領が開始した対テロ戦争で、国際テロリスト集団という非国家主体に対する戦いに対応する能力が問われるようになった。そこで、21世紀の世界情勢に適合した軍の改革として、アメリカ軍再編が進められている。

### 脅威の認識
アメリカ政府は現在の国際情勢には冷戦期の脅威とは異なる形態の脅威が出現しており、それはいつ・どこで・誰が・どのように脅威を与えるかを予測することが出来ない不確実性の高い脅威であると考えている。そこでアメリカにとっての複合的な脅威を国家防衛戦略は4種類の挑戦として整理している。それは伝統型の脅威・非正規型の脅威・混乱型の脅威そして壊滅型の脅威である。伝統型の脅威とは、在来型の戦力を運用する国家の紛争という脅威である。また、非正規型の脅威にはテロリズムや反乱などの非正規の手段の脅威があり、混乱型の脅威は宇宙空間での技術競争などの技術革新に基づく脅威、そして最後に壊滅型の脅威とは大量破壊兵器の開発や拡散の脅威である。これらの脅威に対処する為の能力はそれぞれ異なっており、均衡のとれた軍事能力を開発する必要が認められる。

## 軍事戦略

### 本土防衛
アメリカの本土が直接攻撃から防衛する為には、平時に於ける政府機関の連携と被害管理が重要視されている。本土防衛は、主に国土安全保障省によって担われているが、国防総省も戦略爆撃やミサイル攻撃などに対する防衛を担っている。この任務に直接携わる部隊はアメリカ軍の統合軍の1つである北方軍である。2001年の同時多発テロ事件から新設された組織であり、その担当区域はアラスカ・カナダ・メキシコを含むアメリカ本土と、その沿岸から500海里までの領域である。カナダとメキシコでの活動は安全保障協力調整協定に基づいて実施する。北方軍の司令官は北アメリカ大陸協同防空指揮司令部の司令官を兼任しており、また文民組織との連携も管理する。北方軍には本土防衛や海外派遣に即応出来る戦力が準備されており、常に陸海空軍と海兵隊・特殊部隊の戦力が配備されている。

### 対テロ戦争
アメリカにとって対テロ戦争は「長い戦争」とも呼ばれており、平時に於いては前方展開の戦力によって国際テロリズム集団による攻撃を抑止し、同盟国の治安機関や軍事組織の能力を開発し、テロリズムに対抗する作戦行動を支援する。また、イラクやアフガニスタンの様な戦略的岐路に直面する国家に対しては、長期的な掃討作戦や安定化作戦を実施する。この様な作戦を行う事で、国際テロリズムの背景にあるテロ・ネットワークを打撃する事を試みる。

### 通常作戦
前方に展開する戦力によって他国からの侵略行為や威嚇を抑止し、同時に友好国との軍事交流と合同演習によって協力関係を構築する。戦争が勃発したとしても、2箇所で同時に生じる大規模な通常作戦を遂行する能力を維持する事で、抑止を継続する体制を準備しておく。アメリカ軍はヨーロッパ正面や太平洋正面において軍事基地を確保しており、部隊を駐留させている。

## 軍事制度

### 軍事組織
アメリカ合衆国はアメリカ軍を保有する事が憲法で定められている。国家元首であるアメリカ合衆国大統領は陸海空軍と州兵の最高司令官の地位にあるとされており、大統領の下に国防長官が指導する国防総省がある。大統領は安全保障問題に関する最高諮問機関である国家安全保障会議が設置されており、ここで大統領の意思決定を支援する為の助言等を行う。この会議は大統領だけで無く、副大統領・国務長官・国防長官や、中央情報局長官・統合参謀本部議長・そして安全保障問題特別補佐官が出席する。国防長官の下には統合参謀本部が設置されており、これは大統領・国家安全保障会議・国防長官の軍事顧問と位置付けられている。この統合参謀本部は統合参謀本部議長・副議長・陸軍参謀長・海軍参謀長・空軍参謀長・海兵隊司令官から組織されており、この本部が部隊の作戦指揮を担当する事になる。
アメリカ軍の作戦部隊は、統合軍に編制されて運用される。この様な編制になっている理由は、今後の戦争では陸海空軍が個別に作戦行動を実施するのではなく、統合運用する事の必要が認識された為である。この様は軍制は1958年のアイゼンハワー大統領によって実現され、当初は統合軍以外に戦略爆撃などを行う特定軍が設置されていたが、1993年に廃止されてからは9個の特定軍が置かれている。それぞれの統合軍は固有の担当地域や任務が与えられており、作戦の立案から戦闘の実施・軍事訓練までを行い、その活動内容は2年後に見直されて任務や担当地域が調整される。現在ではアメリカ本土を担当する北方軍・中東地域を担当する中央軍・アフリカ地域を担当するアフリカ軍・ヨーロッパ地域を担当する欧州軍・太平洋地域を担当する太平洋軍・中南米地域を担当する南方軍・特殊作戦を専門とする特殊作戦軍・予備戦力の造成と訓練を専門とする統合戦力軍・核兵器や宇宙戦力を担当する戦略軍・戦略兵站を専門とする輸送軍がある。
統合軍で運用される部隊の行政管理は国防総省が管理している。国防総省には国防長官府・陸軍省・空軍省・海軍省が置かれており、軍事行政を統括している。国防省は1947年の国家安全保障法に基づいて創設され、陸海空軍の3軍省は1949年の改正法で国防総省の下に置かれる事になった。国防長官は上院の承認で文民から任命され、大統領を補佐しながら大統領の下で陸海空軍に指揮権を行使する。陸海空軍省の長官はそれぞれ部隊の組織・装備・訓練を担当するものであり、予算や諜報は国防長官府の担当部門に、また戦闘任務は統合軍にあるものとされる。

### 政軍関係
アメリカにおいて軍事組織は警戒の対象であった。アメリカの自由主義的イデオロギーは常備軍が民主主義にとって脅威であり、政治権力の下で軍隊を統制する文民統制の必要が主張されてきた。例えば1776年のバージニア権利章典では、軍事訓練を受けた規律ある民兵は自由国家にとって安全な守護であるが、平時における常備軍は自由にとって危険であり、常に軍隊は文民権力に服従しなければならないことを表明している。また憲法において連邦議会に戦争宣言・陸海軍の建設と維持・陸海軍の規律の制定・民兵の招集や訓練・国防費の為の課税が認められている。大統領はアメリカ軍の最高司令官であると定められているが、その具体的な権限は定められていない。したがってアメリカでは国民の代表で構成される連邦議会が軍の創設や維持・開戦について影響力を保つことが出来ている。ベトナム戦争では連邦議会は軍事作戦の予算決定の局面で、対外政策の見直しと予算抑制を行っている。
このようなアメリカの文民統制の在り方は憲法だけでなく、1973年に成立した戦争権限法でも示されている。アメリカ合衆国大統領が軍の投入する為には戦争宣言や制定法による授権もしくは本国またはその準州やアメリカ軍の部隊に対する攻撃から判断される国家非常事態に制限される。また大統領は軍の投入に際して連邦議会と事前協議を行わなければならず、連邦議会の承認無く60日間を超える作戦行動が継続されれば、大統領権限が否認される。また両院同意決議が通過すれば、いかなる時期でも撤退するように大統領に命令することが可能である。ただし近年では、軍事行動に関する権限を大統領に新しく認める事例も出てきている。湾岸戦争でブッシュ大統領はイラクに対する武力行使の決議を連邦議会に求め、承認された。その決議の内容は、国連安保理決議をイラクに対して受け入れさせる外交的手段を尽くした後に、その目的が達成されなければ軍事行動に関する判断を大統領に委ねるものであり、これをブッシュ大統領は「歴史的な決議」と評している。

## 軍事力

### 大量破壊兵器
アメリカ軍は核兵器及び化学兵器・生物兵器を所持しており、特に核兵器についてはロシアに次ぐ世界第2位の保有数を誇っている。